# Вайда узбережна
Вайда узбережна, вайда прибережна (Isatis littoralis) — вид рослин з родини капустяних (Brassicaceae); ендемік України.

## Опис
Дворічна рослина 40–100 см. Стручечок 20-27 мм завдовжки і 7.5-10 мм шириною, довгасто-клиноподібний, біля основи трохи звужений, на верхівці притуплений і злегка виїмчастий, голий або пухнастий, з сильно виступаючим ребром на середньому диску. Стебло пряме, вгорі розгалужене, голе, сизе. Листки сизуваті; прикореневі — яйцеподібні, черешкові, цілокраї, стеблові — від довгастих до майже лінійних (верхні), стрілоподібно-стеблообгортні, з широкими тупими вушками, голі або з простими м'якими волосками по жилках. Квітки жовті, зібрані у складну волотеподібну китицю.

## Поширення
Ендемік України.
В Україні вид зростає на приморських скелях берегами Чорного моря (Одеса, в Криму: Феодосійська міськрада, смт Судак, масив Карадаг, смт Планерске). В околицях Одеси можливо вимер.

## Загрози й охорона
Загрозою є розвиток інфраструктури та туризму.
Занесений до Червоної книги України. Зустрічається в заповіднику Карадаг.